# SK Gjøa/Hard
Der SK Gjøa/Hard ist ein 1914 gegründeter norwegischer Sportklub aus Oslo. 

## Geschichte
Der SK Gjøa wurde am 16. April 1914 gegründet. Die Eishockeyabteilung des SK Gjøa nahm von 1934 bis 1937 an der Hovedserien, der damals höchsten norwegischen Spielklasse, teil. Zum vierten und letzten Mal spielte die Mannschaft in der Saison 1950/51 in der höchsten norwegischen Spielklasse, die zu diesem Zeitpunkt die 1. divisjon war. 
Die Fußballabteilung des SK Gjøa trat gegen Ende der 1930er Jahre mehrfach in der damals höchsten norwegischen Spielklasse im Fußball, der Norgesserien, an. 
Im Jahr 1964 fusionierte der SK Gjøa mit dem 1936 gegründeten SK Hard und der Fusionsverein SK Gjøa/Hard entstand. Heutzutage besteht der Verein nur noch aus der Fußballabteilung.